# Орал, Орел
Угур Орел Орал (тур. Uğur Orel Oral, род. 26 сентября 1979, Стамбул, Турция) — турецкий пловец. Участник Летних Олимпийских игр в 2000 и 2004 году. Пловец года в Турции в 2003 и 2004 годах. Установил 15 рекордов по плаванию в Турции. 

## Спортивная карьера
Угур Орел Орал родился 26 сентября 1979 года в Стамбуле, Турция. 
Инзачально тренировался под руководством Гэри Кинкэда в Indianapolis Greyhounds. После же стал представителем клуба Fenerbahçe Spor Kulübü.
Первым международным соревнованием для Орала были Летние Олимпийские игры 2000 года в Сиднее.
Проплыв в заплыве два индивидуальных комплексных заплыва на 200 м, он занял седьмое место и сорок восьмое место в общем зачете, отстав от гонконгца Алекса Фонга на 0,51 секунды с результатом 2:09,51.
На летних Олимпийских играх 2004 года в Афинах Орал снова квалифицировался в индивидуальном комплексном заплыве на 200 м.
Во втором заплыве занял последнее место, отстав на 0,12 секунды от Ву Ниен-пина из Китайского Тайбэя с результатом 2:08,84. Оралу не удалось пройти в полуфинал, так как в предварительных матчах он занял сорок пятое место с Хорхе Оливером из Пуэрто-Рико.
Через два месяца после своей второй Олимпиады Орал показал свой лучший результат в жизни и рекорд Турции 55,31, заняв восьмое место в индивидуальном плавании на 100 м комплексным плаванием на чемпионате мира FINA на короткой воде 2004 года в Индианаполисе, штат Индиана.
В настоящее время Орал работает помощником тренера в команде Индианаполиса по плаванию.

## Наследие
В 2012 году Орал был занесен в Зал славы Университета Индианаполиса за его огромный успех и постоянную преданность студенческому плаванию.